# 川口市農業協同組合
川口市農業協同組合（かわぐちしのうぎょうきょうどうくみあい、JA川口市、川口市農協）は、かつて存在した埼玉県川口市に本店を置く農業協同組合。川口市の西部で構成されていた。

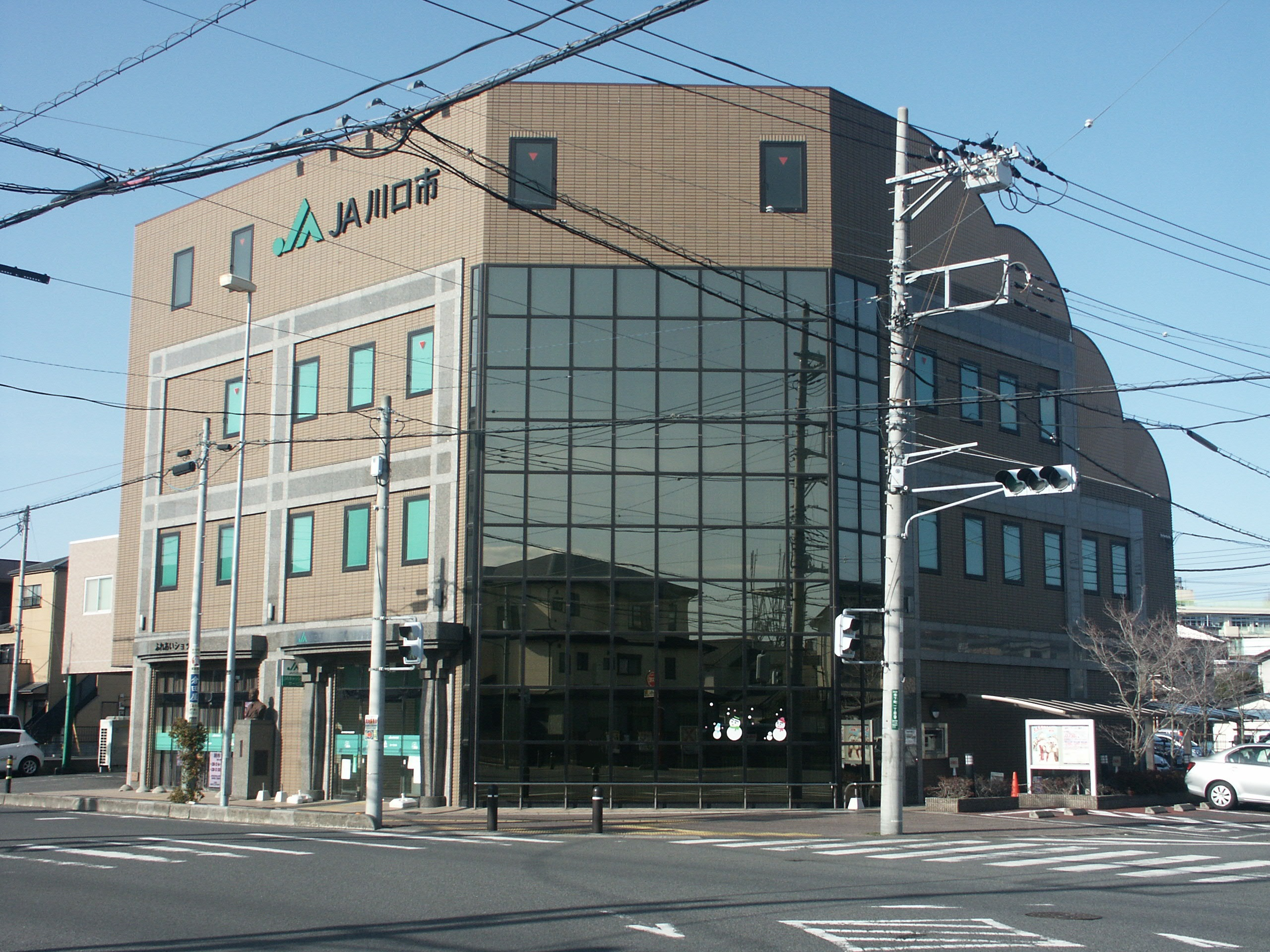
川口市農業協同組合本店

## 概要
- 2008年（平成20年）4月1日 鳩ヶ谷農協と合併。
- 2009年（平成21年）1月26日 当時の本店営業課を芝西支店に改称。
- 2009年（平成21年）3月9日 本店を川口市芝園町から鳩ヶ谷市（現・川口市）坂下町1丁目へ移転。
- 2014年（平成26年）11月27日 - 北足立郡市地区JA合併協議会の設立総会を浦和ロイヤルパインズホテルで開催。
- 2016年（平成28年）4月1日 - さいたま、戸田市、川口市、あゆみ野、鴻巣市、あだち野の6JAが合併し、さいたま市に本部を置く新生「さいたま農業協同組合」が発足。JA川口市は消滅。

## 店舗
- 南平支店
- 青木支店
- 芝支店
- 鳩ヶ谷支店（本店）
- 鳩ヶ谷南支店
- 八幡木支店